# Орловка (Харьковская область)
Орловка (укр. Орлівка) — село,
Лиманский Второй сельский совет,
Двуречанский район,
Харьковская область, Украина.
Село ликвидировано в ? году.

## Географическое положение
Село Орловка находится на левом берегу реки Оскол, выше по течению на противоположном берегу — село Каменка, ниже по течению примыкает к селу Петровка, на противоположном берегу село Приосколье (нежилое), в 2-х км — железнодорожная станция Неждановская.
Село окружено большим лесным массивом урочище Лиманские Пески (сосна).

## История
Село ликвидировано в ? году.